# Paris Hilton's My New BFF (seizoen 2)
Het tweede seizoen van Paris Hilton's My New BFF ging in de Verenigde Staten in première op 2 juni 2009. Dertien vrouwen en een man gingen de strijd aan in verschillende wedstrijden om Paris Hilton's BFF (Best Friend Forever) te kunnen worden.
Op 4 augustus 2009 werd bekend dat Stephen Hampton het programma gewonnen had.
De serie kwam in januari 2010 voor het eerst op de Nederlands tv (zender MTV NL).

## Deelnemers
| Name               | Eliminated    |
| ------------------ | ------------- |
| Stephen Hampton    | Winnaar       |
| Stefanie Fritz     | Aflevering 10 |
| Tiniecia Goldsmith | Aflevering 10 |
| Amanda Narcise     | Aflevering 8  |
| Elena Miglino      | Aflevering 8  |
| David DeStefano    | Aflevering 7  |
| Desirae Rodriguez  | Aflevering 6  |
| Kaitlin Cassidy    | Aflevering 5  |
| Nicole White       | Aflevering 5  |
| Chris Foster       | Aflevering 4  |
| Katie Rogers       | Aflevering 3  |
| Kristen Cavey      | Aflevering 3  |
| Monica Wolski      | Aflevering 2  |
| Arika Sato         | Aflevering 2  |
| Arielle DeRouen    | Aflevering 1  |
| Rachel Fournier    | Aflevering 1  |

## Status
| Contestants | Afleveringen | Afleveringen | Afleveringen | Afleveringen | Afleveringen | Afleveringen | Afleveringen | Afleveringen | Afleveringen | Afleveringen |  |
| Contestants | 1            | 2            | 3            | 4            | 5            | 6            | 7            | 8            | 9            | 10           |  |
| ----------- | ------------ | ------------ | ------------ | ------------ | ------------ | ------------ | ------------ | ------------ | ------------ | ------------ |  |
| Stephen     | LOW          | SAFE         | SAFE         | SAFE         | WIN          | SAFE         | SAFE         | LOW          | TTYS         | BFF          |  |
| Stefanie    | SAFE         | SAFE         | SAFE         | PET          | SAFE         | SAFE         | LOW          | PET          | PET          | TTYS         |  |
| Tiniecia    | SAFE         | PET          | SAFE         | SAFE         | WIN          | LOW          | LOW          | SAFE         | PET          | TTYS         |  |
| Amanda      | LOW          | SAFE         | WIN          | SAFE         | WIN          | LOW          | PET          | TTYN         |              | JURY         |  |
| Elena       | SAFE         | SAFE         | SAFE         | SAFE         | PET          | PET          | SAFE         | TTYS         |              | JURY         |  |
| David       |              |              |              | LOW          | SAFE         | LOW          | TTYN         |              |              | JURY         |  |
| Desirae     | SAFE         | SAFE         | LOW          | SAFE         | LOW          | TTYS         |              |              |              | JURY         |  |
| Nicole      | SAFE         | SAFE         | LOW          | SAFE         | TTYN         |              |              |              |              | JURY         |  |
| Kaitlin     | SAFE         | LOW          | SAFE         | LOW          | TTYN         |              |              |              |              | GUEST        |  |
| Chris       |              |              |              | TTYN         |              |              |              |              |              | GUEST        |  |
| Kristen     | SAFE         | SAFE         | TTYN         |              |              |              |              |              |              | GUEST        |  |
| Katie       | SAFE         | SAFE         | TTYN         |              |              |              |              |              |              |              |  |
| Arika       | SAFE         | TTYN         |              |              |              |              |              |              |              | GUEST        |  |
| Monica      | SAFE         | TTYN         |              |              |              |              |              |              |              | GUEST        |  |
| Arielle     | TTYN         |              |              |              |              |              |              |              |              | GUEST        |  |
| Rachel      | TTYN         |              |              |              |              |              |              |              |              | GUEST        |  |

Key
 De deelnemer is vrouwelijk.
 De deelnemer is mannelijk.
 De deelnemer werd Paris' nieuwe BFF.
 De deelnemer won de wedstrijd van de aflevering en was vrijgesteld van eliminatie.
 De deelnemer werd Paris' nieuwe pet.
 De deelnemer werd niet geëlimineerd in deze aflevering.
 De deelnemer was "up for discussion".
 De deelnemer werd geëlimineerd.
 De deelnemer was niet "up for discussion", en werd zomaar geëlimineerd
 De deelnemer werd buiten de eliminatieceremonie geëlimineerd.
 De deelnemer was eerst Paris' pet, maar was daarna "up for discussion" en werd hierna zelfs geëlimineerd.
TTYN - Talk To You Never (in de Nederlandse versie Tot Nooit Meer Ziens), een afscheidsbericht voor een geëlimineerde deelnemer.
BFF - Best Friend Forever, waar Paris in de show naar zoekt.

### Redenen voor eliminatie
| Naam     | Reden | Aflevering waarin geëlimineerd |
| -------- | --- | ------------------------------ |
| Rachel   | Paris vond in haar de zoveelste "hungry tiger"; via haar op zoek naar roem en rijkdom. | 1                              |
| Arielle  | Paris vond Arielle niet opvallend genoeg; ze leek te veel op de anderen. | 1                              |
| Arika    | Nadat ze op een feest met een verloofde man zoende, dacht Paris haar niet meer te kunnen vertrouwen. | 2                              |
| Monica   | Paris vond Monica's wilde gedrag op het feest niet acceptabel. | 2                              |
| Kristen  | Paris vond dat ze niet opviel en geen smaak had. | 3                              |
| Katie    | Paris vond dat ze geen smaak had. (NOOT: Na haar eliminatie zei Katie "Fuck you, Paris, good luck on your next porno, you're not as nice as people think you are.")                                                                            | 3                              |
| Chris    | Hij ontweek Paris' vragen en Tinkerbell, Paris hond, grauwde naar hem. | 4                              |
| Nicole   | Paris dacht dat ze alleen maar bekendheid als actrice wilde vergaren. | 5                              |
| Kaitlin  | Ze loog tegen Paris en liet te weinig van zichzelf zien. | 5                              |
| Desirae  | Omdat ze een duidelijk lelijke outfit "hot" noemde, betwijfelde Paris haar smaak. | 6                              |
| David    | Omdat hij beter om kon gaan met Paris' vriend Doug betwijfelde ze of hij háár BFF wilde zijn. | 7                              |
| Amanda   | Paris was bang dat Amanda meer in de spotlights zou willen komen dan er voor haar te zijn. | 8                              |
| Elina    | Ze wilde niet verhuizen naar Los Angeles als ze eventueel het programma had gewonnen. | 8                              |
| Tiniecia | Te veel ruzie tussen haar en Stefanie tijdens de finale. | 10                             |
| Stefanie | Te veel ruzie tussen haar en Tiniecia tijdens de finale. | 10                             |
| Stephen  | Hij was eigenlijk geëlimineerd in aflevering 9, Paris vond dat ze beter geen jongen als BFF kon hebben. Tijdens de eliminatie in aflevering 10 werd alles duidelijk, Paris had een fout gemaakt en zei "Stephen, I want you to be my new BFF". | 9, Winnaar                     |